# Municipio de Fort Gratiot
El municipio de Fort Gratiot (en inglés: Fort Gratiot Township) es un municipio ubicado en el condado de St. Clair en el estado estadounidense de Míchigan. En el año 2010 tenía una población de 11108 habitantes y una densidad poblacional de 267,18 personas por km².

## Geografía
El municipio de Fort Gratiot se encuentra ubicado en las coordenadas 43°2′45″N 82°29′15″O / 43.04583, -82.48750. Según la Oficina del Censo de los Estados Unidos, el municipio tiene una superficie total de 41.57 km², de la cual 41.33 km² corresponden a tierra firme y (0.58%) 0.24 km² es agua.

## Demografía
Según el censo de 2010, había 11108 personas residiendo en el municipio de Fort Gratiot. La densidad de población era de 267,18 hab./km². De los 11108 habitantes, el municipio de Fort Gratiot estaba compuesto por el 94.55% blancos, el 1.63% eran afroamericanos, el 0.26% eran amerindios, el 1.35% eran asiáticos, el 0.02% eran isleños del Pacífico, el 0.5% eran de otras razas y el 1.68% pertenecían a dos o más razas. Del total de la población el 2.5% eran hispanos o latinos de cualquier raza.